# Der Zarewitsch
Le Tsarévitch
Der Zarewitsch (Le Tsarévitch) est une opérette en trois actes de Franz Lehár sur un livret en allemand de Béla Jenbach et Heinz Reichert d'après une pièce de théâtre de l'auteur polonaise Gabriela Zapolska. 
L'intrigue est partiellement inspirée de l'histoire du fils aîné de Pierre le Grand, Alexis Petrovitch lorsque celui-ci fuit la Russie pour se réfugier à Naples chez son beau-frère Charles VI en compagnie de sa maîtresse, Euphrosine.  
C'est l'une des opérettes spécialement composées par Lehár pour la voix de son ami et interprète favori, le ténor autrichien Richard Tauber. 
La première eut lieu le 21 février 1927 au Metropol-Theater de Berlin et fut un succès. L'opérette fut jouée pour la première fois en français à Lyon (théâtre des Célestins) le 16 avril 1929.  

## Argument
Le tsarévitch, héritier du trône de Russie, inquiète le premier ministre et le grand-duc par son peu d'intérêt pour les femmes. Le grand-duc s'arrange pour provoquer un rapprochement entre une danseuse, Sonia, et le fils du tsar qui l'a précédemment remarquée au théâtre dans un rôle masculin. Son stratagème fonctionne si bien que le tsarévitch et Sonia tombent réciproquement amoureux. Lorsque le premier ministre annonce l'arrivée d'une princesse destinée à épouser le futur tsar, ce dernier refuse de la voir et s'enfuit à Naples avec Sonia, bien que le grand-duc ait tenté de discréditer cette dernière dans le cœur et l'esprit du tsarévitch. À Naples où il retrouve le couple, le grand duc s'efforce de convaincre les amoureux qu'ils doivent se séparer en faisant appel au sens du devoir du prince héritier et aux sentiments patriotiques de Sonia. C'est alors que leur parvient la nouvelle de la mort du tsar. Le couple obéit à la raison d'état et se fait des adieux inéluctables.

## Rôles principaux
| Personnage          | Type de voix | Premier interprète |
| ------------------- | ------------ | ------------------ |
| Le tsarévitch       | ténor        | Richard Tauber     |
| Sonia               | soprano      | Rita Georg         |
| Ivan, un valet      | baryton      | Paul Heidemann     |
| Macha, femme d'Ivan | soprano      | Charlotte Ander    |
| Le grand-duc        | rôle parlé   |                    |
| Le premier ministre | basse        |                    |

## Airs connus
- Acte I
  - Dich nur allein, nenn'ich mein (Toi seule est pour moi) - Duo Macha-Ivan
  - Einer wird kommen (Quelqu'un viendra) - Sonia
  - Wolgalied (Le chant de la Volga) aussi connu sous les titres Allein, wieder allein (Seul, encore seul) ou Es steht ein Soldat am Wolgastrand (Un soldat se tient au bord de la Volga) - Tsarévitch
- Acte II
  - Willst du ? (Veux-tu ?) - Duo tsarévitch-Sonia
- Acte III
  - Warum hat jeder Frühling, ach, nur einen Mai ! (Pourquoi chaque printemps n'a-t-il qu'un mois de mai !) - Duo tsarévitch-Sonia